# Salento (kommun)
Salento är en kommun i Colombia. Den ligger i departementet Quindío, i den centrala delen av landet, 160 km väster om huvudstaden Bogotá. Antalet invånare är 7 247. Arean är 378 kvadratkilometer.
Terrängen i Salento är bergig österut, men västerut är den kuperad.